# Carlo Borra
Carlo Borra (Torino, 14 marzo 1915 – Pinerolo, 18 dicembre 1998) è stato un politico e sindacalista italiano.

## Biografia
Impegnato nel sindacato con la CISL, ne fu segretario provinciale a Torino nei primi anni '60.
Esponente della Democrazia Cristiana, è stato deputato nella IV, V e VI legislatura della Repubblica Italiana, restando in carica dal 1963 al 1976.